# Lista primarilor municipiului Oradea

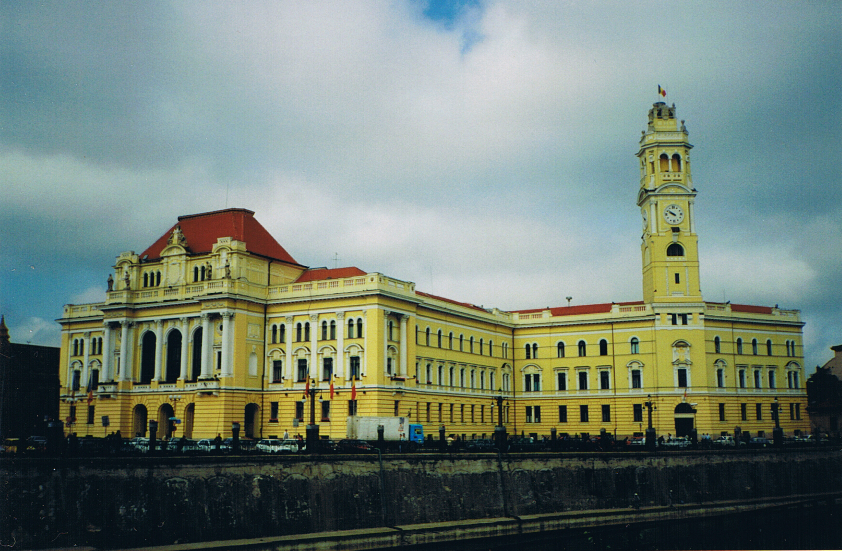
Palatul Primăriei municipiului Oradea

În data de 4 ianuarie 1850 orașele centrale (Vărad - Orașul Nou, Vărad - Olosig, Vărad - Velența și Vărad - Subcetate) s-au unit în mod oficial, formând Oradea Mare. Primul primar al târgurilor unite a fost desemnat Bolonyi Menyhért.

## Primarii Oradiei
| Primar                    | Perioada                               | Mențiuni | Stat                                                                                        |
| ------------------------- | -------------------------------------- | --- | ------------------------------------------------------------------------------------------- |
| Bölönyi Menyhért          | 4 ianuarie 1850 - 25 iunie 1851        | Primul primar al Oradiei Mari. | Imperiul Austriac                                                                           |
| Ioan Ciorba               | 1851 - 1854                            | | Imperiul Austriac                                                                           |
| Takács Arnold             | 1854 - 1855                            | | Imperiul Austriac                                                                           |
| Miklósi Ferenc            | 1855 - 1857                            | | Imperiul Austriac                                                                           |
| Toperczer Ödön            | 1857 -1860                             | | Imperiul Austriac                                                                           |
| Andrei Petrovici          | 1860 - 21 ianuarie 1861                | Interimar, cu funcția de consilier.                                                                                                 | Imperiul Austriac                                                                           |
| Lukács György             | 21 ianuarie 1861 - 1862                | | Imperiul Austriac                                                                           |
| Lazar Mihaly              | 1862 - 1865                            | | Imperiul Austriac                                                                           |
| Stettner Lajos            | 1866 - 1867                            | | Imperiul Austriac                                                                           |
| Lukács György             | 1867 - 11 noiembrie 1875               | | Imperiul Austro-Ungar                                                                       |
| Sal Ferenc                | 11 noiembrie 1875 - 1897               | | Imperiul Austro-Ungar                                                                       |
| Bulyovszky József         | 1897 - iunie 1901                      | | Imperiul Austro-Ungar                                                                       |
| Rimler Károly             | iunie 1901 - 22 martie 1919            | Până în martie 1902 a fost primar desemnat. Din noiembrie 1918 Imperiul Austro-Ungar se destramă.                                   | Imperiul Austro-Ungar/Republica Populară Ungară                                             |
| Directorat                | 22 martie - 19 aprilie 1919            | | Republica Sovietică Ungaria                                                                 |
| Rimler Károly             | 19 aprilie - 15 iunie 1919             | În 19 aprilie 1919 Armata Română intră în Oradea, oficializând astfel Unirea prin Declarația de la Alba Iulia din 1 decembrie 1918. | Regatul României                                                                            |
| Lukács Ödön               | 15 iunie - 31 iulie 1919               | Interimar (cu funcția de viceprimar)                                                                                                | Regatul României                                                                            |
| Komlóssy József           | 1 august 1919 - 8 februarie 1920       | | Regatul României                                                                            |
| Coriolan Bucico           | 9 februarie 1920 - 1 iulie 1926        | | Regatul României                                                                            |
| Gheorghe Tulbure          | 2 iulie 1926 - 3 iunie 1927            | Interimar până în 21 septembrie 1926, ca președinte al Comisiei Interimare.                                                         | Regatul României                                                                            |
| Sever Ardelean            | 4 iunie - 1 august 1927                | Interimar, ca președinte al Comisiei Interimare.                                                                                    | Regatul României                                                                            |
| Grigore Egri              | 2 august - 12 octombrie 1927           | | Regatul României                                                                            |
| Nicolae Zigre             | 12 octombrie 1927 - 1 decembrie 1928   | Interimar, ca președinte al Comisiei Interimare.                                                                                    | Regatul României                                                                            |
| Aurel Lazăr               | 1 decembrie 1928 - 18 noiembrie 1930   | Interimar până în 26 iulie 1930, ca președinte al Comisiei Interimare.                                                              | Regatul României                                                                            |
| Romulus Pop               | 18 noiembrie și 12 decembrie 1930      | Interimar, ca președinte al Comisiei Interimare.                                                                                    | Regatul României                                                                            |
| Grigore Egri              | 12 decembrie 1930 - 25 mai 1931        | Interimar, ca președinte al Comisiei Interimare.                                                                                    | Regatul României                                                                            |
| George Sofronie           | 25 mai 1931 - 11 iulie 1932            | Interimar, ca președinte al Comisiei Interimare.                                                                                    | Regatul României                                                                            |
| Grigore Egri              | 11 iulie 1932 - 29 noiembrie 1933      | Interimar până în 20 octombrie 1932, ca președinte al Comisiei Interimare.                                                          | Regatul României                                                                            |
| Tiberiu Moșoiu            | 29 noiembrie 1933 - 2 noiembrie 1935   | Interimar, ca președinte al Comisiei Interimare.                                                                                    | Regatul României                                                                            |
| Vasile Bledea             | 2 noiembrie 1935 - 11 mai 1937         | Interimar, ca președinte al Comisiei Interimare.                                                                                    | Regatul României                                                                            |
| Petru Fodor               | 11 mai 1937 - 5 ianuarie 1938          | Interimar, ca președinte al Comisiei Interimare.                                                                                    | Regatul României                                                                            |
| Dimitrie Mangra           | 5 ianuarie - 11 februarie 1938         | Interimar, ca președinte al Comisiei Interimare.                                                                                    | Regatul României                                                                            |
| Ioan Voștinar             | 11 februarie - 16 februarie 1938       | Desemnat, cu funcția de Prim Secretar al municipiului.                                                                              | Regatul României                                                                            |
| Constantin Constantinescu | 16 februarie - 1 iulie 1938            | Desemnat | Regatul României                                                                            |
| Cornel Cărpinișan         | 1 iulie - 23 septembrie 1938           | Desemnat | Regatul României                                                                            |
| Augustin Chirilă          | 23 septembrie 1938 - 5 septembrie 1940 | | Regatul României                                                                            |
| István Soós               | 5 septembrie 1940 - martie 1944        | Prin Dictatul de la Viena Oradea a fost atribuită Ungariei.                                                                         | Regatul Ungariei                                                                            |
| László Gyapai             | martie - 12 octombrie 1944             | Interimar. A ordonat construcția ghetoului de evrei din Oradea                                                                      | Regatul Ungariei                                                                            |
| Augustin Corna            | 12 octombrie - noiembrie 1944          | Interimar. În 12 octombrie 1944, Oradea a fost eliberată de către armatele române, orașul reintrând în componența României.         | Regatul României                                                                            |
| Gyula Csíky               | noiembrie 1944 - ianuarie 1945         | Interimar | Regatul României                                                                            |
| Ványai Károly             | 9 martie 1945 - 1949                   | Primul primar comunist. | Regatul României până la 30 decembrie 1947, Republica Populară Română de la 1 ianuarie 1948 |
| Sándor Pusztai            | 1949 - 1953                            | Ca președinte al Sfatului Popular Municipal.                                                                                        | Republica Populară Română                                                                   |
| István Boros              | 1954 - 1955                            | Ca președinte al Sfatului Popular Municipal.                                                                                        | Republica Populară Romînă                                                                   |
| András Vig                | 1956 - 1960                            | Ca președinte al Sfatului Popular Municipal.                                                                                        | Republica Populară Romînă                                                                   |
| Ernest Dreguș             | 1961 - 1965                            | Ca președinte al Sfatului Popular Municipal.                                                                                        | Republica Populară Română                                                                   |
| Roman Barna               | 1966 - 1967                            | Primar al Municipiului Oradea | Republica Socialistă România                                                                |
| Ștefan Szántó             | 1968 - 1973                            | Primar al Municipiului Oradea | Republica Socialistă România                                                                |
| Gheorghe Vaida            | 1974 - 1976                            | Până în 1976 Primar al Municipiului Oradea                                                                                          | Republica Socialistă România                                                                |
| Petru Demeter             | 1976 - 1980                            | | Republica Socialistă România                                                                |
| Paraschiv Alecu           | 1981 - 1985                            | | Republica Socialistă România                                                                |
| Gheorghe Groza            | 1986 - 1989                            | Până la Revoluția Anticomunistă din Decembrie.                                                                                      | Republica Socialistă România                                                                |
| Mircea Bradu              | 1989                                   | Ales printr-o decizie populară. A demisionat după un infarct.                                                                       | România                                                                                     |
| Horia Văideanu            | 1989 - 1990                            | Interimar | România                                                                                     |
| Octavian Bot              | 1990                                   | | România                                                                                     |
| Matei Ivan                | 1990 -1991                             | Interimar | România                                                                                     |
| Petru Filip               | 1991 - 1996                            | Membru FSN. Primul primar ales prin vot liber universal.                                                                            | România                                                                                     |
| Mihai Sturza              | 1996 - 2000                            | Membru PNL | România                                                                                     |
| Petru Filip               | 2000 - 2007                            | Membru PD-L | România                                                                                     |
| Mihai Groza               | iunie 2007 - iunie 2008                | Interimar, membru PD-L | România                                                                                     |
| Ilie Bolojan              | 2008 - 2020                            | Membru PNL | România                                                                                     |
| Florin Birta              | 2020-prezent                           | Membru PNL | România                                                                                     |